# 清佳砮
清佳砮（穆麟德轉寫：Cinggiyanu，?—1584年），祝孔革之孙，太杵长子，叶赫西城贝勒。

## 生平

### 家世
先世为蒙古土默特氏，後來改姓納喇，约1427年迁居到叶赫河岸，称叶赫部，又称北关。到清佳砮和弟弟杨吉砮这代，他们吞并、安抚邻近诸部，凭借险要的地势修筑了两座城池，二城相距数里。清佳砮居西城，杨吉砮居东城，二者同为叶赫贝勒。明朝人根据谐音，称他们为“二奴”。

### 依附王台
清佳砮兄弟初露锋芒之时，正逢哈达万汗王台势力强盛。王台因受宠于明而称霸女真诸部。清佳砮兄弟小心翼翼地事奉王台，将其妹温姐嫁给王台以取悦之。在得到王台这个靠山之后，清佳砮兄弟借势造势，几次联合建州豪强王杲劫掠明边。明朝讨伐王杲，而清佳砮、杨吉砮却丝毫不理会，只因王台的包庇。

### 复祖之仇
然而，清佳砮兄弟始终铭记祖父祝孔革被王台叔父旺济外兰（王忠）杀害之仇，内心仍然怨恨王台。王台晚年时期，哈达国势渐衰，叶赫联合哈屯首领恍惚太，趁机收复故地季勒诸寨。王台长子扈尔干部下白虎赤等先后叛变哈达，归附叶赫。叶赫势力逐渐强盛，王台以此忧愤而死。王台死后，诸子内争，庶子康古鲁争位失败，投靠清佳砮，清佳砮将女儿嫁给他，以离间王台子孙使其自相残杀。夺得明朝给哈达部的敕书七百道。
万历十一年（1583年），清佳砮兄弟率领哈达叛将白虎赤，再加上暖兔、恍惚太所部万余骑，袭击王台子孟格布禄，斩首三百级、掠甲胄一百五十；又借得猛骨太、那木塞所部兵马，焚毁孟格布禄所属室庐、躏毁田地庄稼。明廷一方面犒劳叶赫，另一方面诏谕罢兵，希望到此为止。清佳砮兄弟不同意，并坚持要吞并哈达才罢休。于是，再度焚毁孟格布禄及其兄长所分庄园各十座，岱善（歹商，王台孙）所属庄园一座。随后，又以恍惚太二千铁骑开赴广顺关，攻下沙大高寨，俘虏三百人，用兵要挟以获得贡敕。

### 魂断市圈
万历十二年（1584年），鉴于这种形势，加上哈达之要求，巡抚李松与总兵李成梁谋划诛杀清佳砮兄弟。李成梁将清佳砮兄弟召至“市圈”，假意“赐敕赏赉”，实则设有伏兵。清佳砮兄弟不知是计，只带三百余骑入圈。李成梁一声令下，圈门关闭、信炮轰鸣、伏兵四起，一片厮杀，清佳砮、杨吉砮、白虎赤、清佳砮之子兀孙孛罗、杨吉砮之子哈兒哈麻及所从部下三百一十一人全部被杀。后人称此为“市圈计”。
清佳砮兄弟死后，清佳砮子布寨、杨吉砮子纳林布禄共继贝勒位。